# Justin Taylor
Pour les articles homonymes, voir Justin Taylor (claveciniste) et Taylor.
Justin Taylor (né en 1943) est un père mariste et un historien néo-zélandais. Il enseigne à l'École biblique de Jérusalem depuis 1988. Il a reçu son baccalauréat universitaire en études religieuses à l'Université de Cambridge en 2001. Taylor est l'auteur de plusieurs ouvrages et articles sur l'histoire du christianisme.

## Ouvrages publiés
- Actes des deux apôtres, livre IV à VI, Paris, 2000, Librairie Lecoffre J. Gabalda et Cie éditeurs.
- Flavius-Josèphe : l'homme et l'historien, 2000
- Le Judéo-christianisme dans tous ses états, 2001
- L'Autorité de l'écriture, 2002
- Essai sur l'origine du christianisme, 2002
- D'où vient le christianisme ?